# Símmies (militar)
Símmies (en llatí Simmias, en grec antic Σιμμίας), fou un militar macedoni al servei del rei Ptolemeu III Evergetes.
El rei egipci el va enviar a un viatge d'exploració de les costes de la mar Roja i d'Etiòpia. Va completar aquest viatge i va tornar. De les seves informacions va resultar una gran part de l'obra d'Agatàrquides de Cnidos.